# Фонді (озеро)
Фонді (італ. Fondi) — прибережне озеро в провінції Латина на південному сході Лаціо в Італії. Розташовується між містами Террачина і Фонді.
Озеро Фонді має дугоподібну форму з сильно порізаними берегами, орієнтовану в широтному напрямку. Площа — 4,5 км². Найбільша глибина сягає близько 30 м. Озеро сполучається з затокою Террачина Тірренського моря через канал Каннето на Заході і канал Санта-Анастасія — на сході.
Іхтіофауна озера представлена такими видами як: вугор, морський окунь, кефаль.